# Acer paihengii
Acer paihengii — вид клена, який росте в Китаї та В'єтнамі.

## Огляд
У Китаї Acer paihengii описують як вічнозелений клен до 12 метрів заввишки; у В'єтнамі було зареєстровано, що вид виростає до 20 метрів у висоту. Дерево однодомне. Кора бура, шорстка. Листя опадне: ніжка 1.8–3.5 см, гола; листова пластинка абаксіально (низ) сиза, адаксіально темно-зелена, довгаста або яйцеподібна, 4–6 × 1.6–2.8 см, край цільний або злегка з 2 тупими бічними частками, верхівка гостра. Суцвіття верхівкове, щиткоподібне, густо запушене. Квіти зелені. Чашолистків 5, зелені, ланцетні, рідше довгасті, 3.5–4.3 мм, голі. Пелюсток 4, світло-зелені, ≈ довжини чашолистків. Тичинок 8. Самара 2–2.2 см; горішки сильно опуклі, ≈ 6 × 4 мм; крила ≈ 7 мм шириною, розправлені під тупим кутом. Квітне у квітні, плодить у серпні.

## Поширення
Acer paihengii походить із Гуйчжоу та Юньнань, Китай, а також В'єтнаму. Росте в широколистяних лісах на вапняку на висотах від 700 до 1400 метрів.

## Використання
Цей вид використовується як декоративний сад у Юньнані.